# Oflag 53
Oflag 53 – niemiecki obóz jeniecki okresu II wojny światowej.
Wiosną 1941 w III Okręgu Wojskowym powołano 53 oficerski obóz jeniecki. W skład jego załogi wszedł 3 batalion strzelców ze Strausbergu. W maju komenda i załoga obozu oddana została pod rozkazy dowódcy jeńców wojennych w I Okręgu Wojskowym. Obóz urządzono w Pogegen w Prusach Wschodnich. Pierwsze transporty liczące około 2000 jeńców przywożono koleją. W końcu września 1941 w oflagu znajdowało się 4600 jeńców. Wówczas przystąpiono do wyselekcjonowanie oficerów, Żydów i komunistów. Wytypowano 2000 osób, w tym 650 Żydów.
W grudniu w obozie przebywało około 11 000 jeńców. Trudne warunki panujące w obozie przekładały się na ogromną śmiertelność. Dziennie ginęło ok. 100–200 jeńców. Poza skutkami trudnych warunków panujących w obozie, aktywną rolę w wyniszczeniu jeńców odegrali wartownicy. Policję obozową stanowiło Einsatzkommando i faszyści litewscy (kolaboranci) z Fiedorem Korczetowem na czele.
W lutym 1942 w obozie znajdowało się 4200 jeńców, a w czerwcu pozostało jedynie 198 jeńców. Obóz rozwiązano 1 sierpnia 1942 roku. Szacuje się, że w Pogegen zginęło około 10 000 jeńców.